# Glycolether
Glycolether sind eine Stoffgruppe organischer Chemikalien, die auf Ethylenglycol oder Diethylenglycol als Basiseinheit basieren. Diese werden vorwiegend als Lösungsmittel, vor allem in Anstrichmitteln, sowie als Basis für Epoxydharze verwendet. Als Lösungsmittel haben Glycolether typischerweise die vorteilhaften Lösungsmitteleigenschaften von Ethern und Alkoholen niedrigerer Molekülmassen, jedoch höhere Siedepunkte, was für die Verarbeitung vorteilhaft ist.
Das Markenzeichen „Cellosolve“ wurde 1924 als US-amerikanische Marke von Carbide & Carbon Chemicals Corp (später Union Carbide) für „Solvents for Gums, Resins, Cellulose Esters, and the Like“ („Lösungsmittel für Gummis, Harze, Celluloseester und dergleichen“) registriert. Seit den 1970er Jahren verdrängen Propylenglycol-Derivate im industriellen Bereich zunehmend die Ethylenglycol-Produkte vom Markt. Propylenoxid ist heute durch den steigenden Bedarf an Epoxydharzen verbreiteter als Ethylenoxid.

## Glycolether
- Ethylenglycolmonoalkylether[3]
  - Ethylenglycolmonomethylether (Methylglycol, 2-Methoxyethanol, CH3–O–CH2CH2–OH)
  - Ethylenglycolmonoethylether (Ethylglycol, 2-Ethoxyethanol, CH3CH2–O–CH2CH2–OH)
  - Ethylenglycolmonopropylether (2-Propoxyethanol, CH3CH2CH2–O–CH2CH2–OH)
  - Ethylenglycolmonoisopropylether (2-Isopropoxyethanol, (CH3)2CH–O–CH2CH2–OH)
  - Ethylenglycolmonobutylether (2-Butoxyethanol, CH3CH2CH2CH2–O–CH2CH2–OH), ein weithin verwendetes Lösungsmittel, etwa in Anstrichmitteln, Oberflächenbeschichtungen, Reinigungsprodukten und Druckfarben
  - Ethylenglycolmonohexylether (2-Hexyloxyethanol, C6H11–O–CH2CH2–OH)
- Ethylenglycolmonophenylether (2-Phenoxyethanol, C6H5–O–CH2CH2–OH)
- Ethylenglycolmonobenzylether (2-Benzyloxyethanol, C6H5CH2–O–CH2CH2–OH)
- Diethylenglycolmonomethylether [2-(2-Methoxyethoxy)ethanol, Methylcarbitol, CH3–O–CH2CH2–O–CH2CH2–OH]
- Diethylenglycolmonoethylether [2-(2-Ethoxyethoxy)ethanol, Carbitolcellosolve, CH3CH2–O–CH2CH2–O–CH2CH2–OH]
- Diethylenglycolmono-n-butylether [2-(2-Butoxyethoxy)ethanol, CH3CH2CH2CH2–O–CH2CH2–O–CH2CH2–OH], oft genutztes Lösemittel
- Diethylenglycolmono-n-hexylether
- Propylenglycolmonomethylether (1-Methoxy-2-propanol)
- Propylenglycolmonoethylether (Ethoxypropanol)
- Propylenglycolmonobutylether (1-Butoxy-2-propanol)
- Propylenglycolmonohexylether (1-Hexoxy-2-propanol)
- Dipropylenglycolmonomethylether (Isomerengemisch)
- Dipropylenglycolmonobutylether (Isomerengemisch)
- Dipropylenglycolmonohexylether (Isomerengemisch)
- Polyethylenglycolether
- Polypropylenglycolether

## Dialkylether
Verglichen mit Glycol-mono-ethern weisen deren Diether auffallend niedrige Zündtemperaturen auf. Dies erfordert besondere Schutzvorkehrungen in chemischen Betrieben, denn Rohrleitungen können punktuell Oberflächentemperaturen von 220 °C erreichen.
- Ethylenglycoldimethylether (Dimethoxyethan, CH3OCH2CH2OCH3), im Forschungsbereich eine Alternative zu Diethylether und Tetrahydrofuran, wird auch als Lösungsmittel für Polysaccharide, als Reagenz in der Organometallchemie und als Elektrolyt bei Lithiumbatterien verwendet.
- Ethylenglycoldiethylether (Diethylglycol, Diethoxyethan, CH3CH2OCH2CH2OCH2CH3)
- Ethyleneglycoldibutylether (Dibutoxyethan, CH3CH2CH2CH2OCH2CH2OCH2CH2CH2CH3)
- Dipropylenglycoldimethylether

## Sonstiges
Aktuelle Studien zeigen, dass die Exposition von Glycolethern möglicherweise mit kaum beweglichen Spermien im Spermiogramm in Verbindung stehen, jedoch ist dieser Befund sehr umstritten.